# Главк (царь Мессении)
Главк — легендарный царь Мессении, из рода Эпитидов, правивший в X веке до н. э.
Главк был сыном Эпита. Павсаний пишет, что Главк старался править страной, во всём подражая отцу. Благочестием же он намного его превзошел (Павсаний: 4; 3; 3—5).